# Knowing Bros
Knowing Bros (en hangul, 아는 형님; romanización revisada, Aneun Hyeongnim), también conocido como Men On a Mission o Ask Us Anything, es un programa de televisión de telerrealidad de Corea del Sur, producido por S.M. Culture & Contents y emitido por la cadena JTBC, cuyo primer episodio fue el 5 de diciembre de 2015 y es transmitido todos los sábados a las 20:50 h. (KST).
El reparto original estaba formado por Kang Ho-dong, Lee Soo-geun, Seo Jang-hoon, Kim Young-chul, Kim Hee-chul, Hwang Chi-yeul y Kim Se-hwang. Min Kyung Hoon fue añadido al reparto en el segundo episodio. Hwang Chi-yeul y Kim Se-hwang dejaron el programa después del episodio siete. Lee Sang-min se unió al programa en la nueva edición emitida el 5 de marzo de 2016.
El programa explora el concepto de la escuela secundaria, donde los miembros del elenco actúan como estudiantes en un aula, mientras que los invitados llegan como estudiantes recién transferidos, realizando diversos juegos, conociendo más acerca de los invitados, a partir de una serie de distintos segmentos organizados por el programa. Es uno de los pocos programas de la televisión de Corea del Sur en el que se utiliza el lenguaje informal, obviando la jerarquización coreana.

## Formato
El programa, desde su inicio, ha presentado diversos formatos, siendo el formato actual, denominado Brother School, el que ha perdurado por más tiempo.
| Formato               | Episodios    |
| --------------------- | ------------ |
| Ask Us Anything       | 1-13         |
| Mental Victory Battle | 14-16        |
| Brother School        | 17-106       |
| Ask Us Anything       | 107-108      |
| Brother School        | 109-presente |

### Ask Us Anything
En este formato, que le dio inicio al programa, los espectadores debían enviar preguntas, que los miembros del elenco tratarían de responder a través de cualquier medio necesario. El concepto regresó brevemente en los episodios 107 y 108 para conmemorar el segundo aniversario del programa.

### Mental Victory Battle
Fue un formato que fusionaba el talk show y game show. Parece haber surgido bajo la decisión de que se necesitaba un formato estable al convocar a dos animadores como candidatos que necesitan una victoria mental y jugar una confrontación lógica y seleccionar un ganador. En uno de los segmentos, comenzaban con el juego de "decide arriba y abajo", donde la producción mostraba una imagen y el invitado debía aprobar o rechazar y luego explicar la razón. Después de escuchar, el anfitrión presionaba el botón de la persona que consideraba tenía una mejor psique.

### Brother School
El formato actual explora el concepto de la escuela secundaria, donde los miembros del elenco actúan como estudiantes en un aula, mientras que los invitados llegan como estudiantes recién transferidos. La mayoría de los segmentos de este formato describen actividades que cada estudiante haría con sus compañeros de clase. Posteriormente, el programa a veces se diversifica al final con un segmento fuera del concepto de escuela. Este formato ha recibido elogios de los espectadores y ha dado lugar a un aumento significativo en las calificaciones y la popularidad del programa.
Un aspecto notable del programa es el uso del lenguaje banmal (Hangul: 반말; "lenguaje informal") utilizado por todos, independientemente de su edad o antigüedad, sin tener en cuenta las estrictas reglas de antigüedad del idioma coreano con el lenguaje hablado y la jerarqúía del sunbae-hoobae de la industria del entretenimiento coreana. El discurso informal y el ambiente informal también alienta a los invitados y al elenco a interactuar entre sí como suelen hacer los compañeros de clase, lo que los lleva a sentirse lo suficientemente cómodos como para burlarse unos de otros.

#### Segmentos
Hay al menos dos segmentos permanentes, que han definido el formato Brother School:
- Solicitud de entrada: segmento en el que un miembro del elenco (normalmente Lee Soo-geun) lee los formularios de solicitud que los invitados completaron de antemano y otros miembros del elenco comentan sobre ellos. Un punto culminante de este segmento es la preferencia de los invitados sobre qué miembros del reparto les gustaría o no les gustaría sentarse a su lado. Los invitados suelen mostrar sus fortalezas y/o debilidades a través de este segmento.
- Guess About Me: segmento donde los invitados han preparado varias preguntas relacionadas sobre ellos mismos. Algunas de las preguntas son vagas o extremadamente privadas y se refieren a algo que los invitados nunca han revelado al público. En otra variante, los grupos de ídolos con más de cinco miembros que están de visita por primera vez, tienen sus nombres cubiertos, y cuando Kim Hee-chul revela un hecho sobre el miembro, los miembros del grupo intentarán confundir al elenco.

Los episodios también pueden presentar cualquiera de los siguientes segmentos, generalmente dentro, entre o siguiendo los segmentos permanentes anteriores:
- Second Period: segmento que generalmente viene después de los segmentos permanentes y varía entre los invitados. En la mayoría de los casos, los invitados han hecho sugerencias sobre las actividades de este segmento. Los ejemplos incluyen sesiones de asesoramiento, clases de arte y clases de educación física.
- Let's Play: segmento corto en el que los invitados desafían a los miembros del elenco a un juego que el primero confía en ganar, generalmente por medios poco ortodoxos. El segmento generalmente termina con un desafío en el que el invitado debe derrotar a todos los miembros del elenco de forma consecutiva.
- Three No's (No Concept, No Basis, No Script): segmento que gira en torno a una parodia improvisada, en la que los miembros del elenco y los invitados no reciben ningún diálogo o historia definida. Solo pueden confiar en el tema general de la obra de teatro escogido de la semana en particular y en su propio momento cómico.
- Music Class (Songstagram): segmento en el que los invitados han creado una lista de canciones con un tema específico de su preferencia. El segmento se centra en el esfuerzo de los miembros del reparto por adivinarlos todos en el orden correcto. A menudo hay pistas como la fecha de lanzamiento, las características o el "Juego de Jonghyun", como se presentó en el episodio 29 por Kim Jong-hyun (Shinee), donde la sílaba/nota inicial de un verso se da con su ritmo para ayudar a los miembros a adivinar el nombre de la canción.
- Lee Sang-min Time: presentado formalmente en el episodio 56 y anteriormente llamado Choose Your Type, es un segmento corto en el que Lee Sang-min informa a los invitados (generalmente a las mujeres) para elegir a cualquiera de los miembros del elenco (más cualquier invitado masculino acompañante) como su compañero ideal. Las especificaciones son que todos los miembros son "iguales" en términos de estatus legal, socioeconómico y civil; y que la elección se basa únicamente en sus apariencias físicas y personalidades.
- Dancestagram: introducido formalmente en el episodio 57, con Kim Chan-mi (AOA) como invitada. En el episodio de PSY se convirtió en un segmento en el que el director toca la sílaba/nota inicial de una canción y tienen que adivinar el título, la letra y el movimiento de baile.
- 99 Seconds Teamwork Competition: segmento que se usa a menudo cuando un grupo grande de personas son invitados al programa, como los grupos de ídolos. El segmento varía cada episodio en términos de misiones, pero los miembros y los invitados deben completarlos en 99 segundos. Si un equipo logra completarlos a tiempo, el otro equipo tiene la oportunidad de producir un mejor registro de tiempo.
- Classical Culture Class: segmento sobre referencias de la cultura pop de décadas anteriores.
- Imagination Time: segmento que comienza con un calentamiento, como dibujar algo a partir de formas y adivinar palabras sincronizadas con los labios. Lo más destacado de "Imagination Time" (Hangul: 상상력 시간) es Guess the Drama Line, donde los miembros e invitados tienen que adivinar cuál es la siguiente línea de la escena de un drama que se les muestra.
- Knowing Lunch: segmento que se encuentra entre el segmento de Solicitud de entrada y el segmento Guess About Me. Los miembros e invitados responden preguntas (ya sea en una batalla individual o en equipo) dadas por el equipo de producción y, si se adivinan correctamente, pueden comer una de las numerosas guarniciones seleccionadas, además del arroz blanco y la salsa de soya ligera que ya estaba proporcionada de antemano. Una variación de esto es que cada miembro debe hacer una pregunta de su elección, pero solo un número especificado de personas debe adivinar correctamente. También hay una pregunta en la que un artículo especialmente solicitado está cubierto por una campana. La forma de obtener el alimento varía en cada episodio.
- XXX Scholarship Quiz: segmento de la segunda mitad en Brother School, donde Shindong (Super Junior) ingresa al aula y presenta el examen. Los miembros e invitados forman parejas y juegan los juegos para disfrutar de la comida. Normalmente, esto consta de dos segmentos:
  - Consonants Charades: cuando se dan dos consonantes, el par que toque el timbre primero responde. Para responder, uno de los dos tiene que expresar la palabra sin decir cuál es, y el otro tiene que adivinar la palabra.
  - Mix Music Quiz: Shindong canta la letra de la canción "B" en la melodía de la canción "A". Uno de la pareja tiene que contestar la canción "A" y su cantante, y el otro de la pareja tiene que contestar la canción "B" y su cantante.
- Job Consultation Room: rincón oficial del programa después de que finaliza el segmento de Brother School en el episodio. Jang Sung-kyu, Shindong y Jeong Se-woon dejan que los invitados (distintos a los del espacio Brother School de dicho capítulo), como Variety Job Lookers, demuestran sus habilidades de variedad a los tres.
- After School Activities: los miembros del elenco aprenden algo único que no se hace durante el espacio de Brother School. Este segmento se muestra tanto en televisión como en YouTube, después del final de un episodio de Knowing Bros. Presenta las siguientes variantes:
  - Dong Dong Shin Ki: Kang Ho-dong junto con Shindong (Super Junior), visitan a varios ídolos y aprenden las coreografías de sus canciones. Varios otros invitados verán los videos de baile finales y comentarán sobre ellos. Esta actividad duró del 11 de julio al 24 de octubre de 2020.
  - Universe Hiphoppers: la segunda actividad, que comenzó el 31 de octubre de 2020, cuenta con Kim Hee-chul y Min Kyung-hoon conformando Universe Cowards, un dúo musical que se centra principalmente en cantar canciones de rock, versionadas en hip hop.

## Difusión

### Televisión
El programa es emitido todos los sábados a las 20:50 h. (KST) a través del canal JTBC de Corea del Sur, desde el 5 de diciembre de 2015.

### Netflix
A partir de julio de 2017, el programa comenzó a ser distribuido por la plataforma de Netflix a todo el mundo, bajo el título de Men On a Mission, con subtítulos en inglés y español. Paulatinamente, fueron publicados los programas anteriores. Actualmente, cada martes es publicado un nuevo episodio, con un desfase de aproximadamente 12 semanas respecto a la emisión por televisión.

### YouTube
El 10 de octubre de 2020, se abrió la cuenta oficial del programa en YouTube, titulada 아는형님 Knowingbros, en la cual se publican los mejores momentos de cada episodio y se suben las secciones especiales, como el reciente espacio titulado After School Activities.

### Star+
En diciembre del 2021 en Latinoamérica, se anunció que se lanzaría Men on a Mission en Star+ para los países de Latinoamérica de solo una temporada grabadas en 2020.

## Miembros

### Presentadores actuales
| Nombre         | Nombre en hangul | Ocupación                              | Duración           |
| -------------- | ---------------- | -------------------------------------- | ------------------ |
| Kang Ho-dong   | 강호동           | Presentador de TV, comediante          | Ep. 1 - Presente   |
| Lee Soo-geun   | 이수근           | Actor, comediante                      | Ep. 1 - Presente   |
| Kim Young-chul | 김영철           | Cantante, comediante                   | Ep. 1 - Presente   |
| Kim Hee-chul   | 김희철           | Cantante (Super Junior)                | Ep. 1 - Presente   |
| Seo Jang-hoon  | 서장훈           | Baloncestista                          | Ep. 1 - Presente   |
| Min Kyung Hoon | 민경훈           | Cantante (BUZZ)                        | Ep. 2 - Presente   |
| Lee Sang-min   | 이상민           | Cantante (Roo'ra), escritor, productor | Ep. 14 - Presente  |
| Lee Jin-ho     | 이진호           | Actor                                  | Ep. 304 - presente |

### Presentadores invitados
| Nombre        | Nombre en hangul | Ocupación               | N.º episodios |
| ------------- | ---------------- | ----------------------- | ------------- |
| Jang Sung-kyu | 장성규           | Presentador de TV       | 65            |
| Shindong      | 신동희           | Cantante (Super Junior) | 59            |
| Jeong Se-woon | 정세운           | Cantante, escritor      | 11            |

### Presentadores anteriores
| Nombre         | Nombre en hangul | Ocupación          | Duración  |
| -------------- | ---------------- | ------------------ | --------- |
| Hwang Chi-yeul | 황치열           | Cantante           | Ep. 1 - 6 |
| Kim Se-hwang   | 김세황           | Cantante, escritor | Ep. 1 - 7 |

## Controversia
En diciembre de 2016, el programa recibió una acción disciplinaria del Comité de Censura de Transmisión de Corea del Sur por usar comentarios inapropiados que incluían objetivar a las invitadas femeninas en múltiples ocasiones. El comité destacó el uso de lenguaje inapropiado entre los miembros del elenco, el uso de comentarios homofóbicos y específicamente el acto de Min Kyung Hoon de darle un sostén hecho a mano a una invitada (Jeon So-min) en uno de los episodios. Además de una advertencia dada por el comité, se informó que el programa también ha recibido numerosas quejas de los televidentes sobre el asunto.

## Temporadas
| Temporada | Temporada | Episodios | Episodios | Emisión original       | Emisión original        |
| Temporada | Temporada | Episodios | Episodios | Primera emisión        | Última emisión          |
| --------- | --------- | --------- | --------- | ---------------------- | ----------------------- |
|           | 2015      | 4         | 4         | 5 de diciembre de 2015 | 26 de diciembre de 2015 |
|           | 2016      | 52        | 52        | 2 de enero de 2016     | 24 de diciembre de 2016 |
|           | 2017      | 52        | 52        | 7 de enero de 2017     | 30 de diciembre de 2017 |
|           | 2018      | 52        | 52        | 6 de enero de 2018     | 29 de diciembre de 2018 |
|           | 2019      | 51        | 51        | 5 de enero de 2019     | 28 de diciembre de 2019 |
|           | 2020      | 50        | 50        | 4 de enero de 2020     | 26 de diciembre de 2020 |
|           | 2021      | 51        | 51        | 2 de enero de 2021     | 25 de diciembre de 2021 |
|           | 2022      | 52        | 52        | 1 de enero de 2022     | 31 de diciembre de 2022 |
|           | 2023      | 50        | 50        | 7 de enero de 2023     | 23 de diciembre de 2023 |

## Discografía

### Canciones
| Año | Título                                                | Mejor posición | Mejor posición | Ventas          | Detalles |
| Año | Título                                                | COR Gaon       | COR Hot        | Ventas          | Detalles |
| --- | ----------------------------------------------------- | -------------- | -------------- | --------------- | --- |
| 2016 | «Sweet Dream» (Kim Hee-chul, Min Kyung Hoon)          | 1              | *              | - COR: 938,837+ | - Álbum: SM Station Season 1 - Lanzamiento: 19 de noviembre de 2016 - Discográfica: SM Entertainment, KT Music - Formato: CD, descarga digital |
| 2018 | «Falling Blossoms» (Kim Hee-chul, Min Kyung Hoon)     | 15             | 14             |                 | - Lanzamiento: 17 de febrero de 2018 - Discográfica: CJ E&M Music - Formato: Descarga digital                                                  |
| 2018 | «Andenayon» (Kim Young-chul feat. Wheesung)           | 85             | 74             |                 | - Lanzamiento: 17 de febrero de 2018 - Discográfica: Mystic Entertainment, LOEN Entertainment - Formato: Descarga digital                      |
| 2018 | «I Kicked My Luck Off» (Kang Ho-dong, Hong Jin-young) | 100            | 88             |                 | - Álbum: SM Station Season 2 - Lanzamiento: 17 de febrero de 2018 - Discográfica: SM Entertainment, IRIVER - Formato: Descarga digital         |
| "—" indica que el lanzamiento no se posicionó en la lista o no se publicó en ese territorio. "*" indica que el gráfico no existía en ese momento. |                                                       |                |                |                 | |

## Premios y nominaciones
| Año  | Premio                            | Categoría                                 | Receptor                      | Resultado | Ref.   |
| ---- | --------------------------------- | ----------------------------------------- | ----------------------------- | --------- | ------ |
| 2016 | Korea First Brand Awards          | Marca coreana del año                     | Knowing Bros                  | Ganador   | [ 12 ] |
| 2016 | 5.º JTBC Awards                   | Mejor entretenimiento                     | Kang Ho-dong                  | Nominado  | [ 13 ] |
| 2016 | 5.º JTBC Awards                   | Mejor entretenimiento                     | Lee Soo-geun                  | Nominado  | [ 13 ] |
| 2016 | 5.º JTBC Awards                   | Mejor entretenimiento                     | Kim Hee-chul                  | Ganador   | [ 13 ] |
| 2016 | 5.º JTBC Awards                   | Premio a mejor pareja                     | Kim Hee-chul & Min Kyung-hoon | Ganador   | [ 13 ] |
| 2016 | 5.º JTBC Awards                   | Premio a mejor pareja                     | Kang Ho-dong & Lee Soo-geun   | Nominado  | [ 13 ] |
| 2016 | 5.º JTBC Awards                   | Mejor PD                                  | Choi Chang-soo                | Ganador   | [ 13 ] |
| 2016 | 5.º JTBC Awards                   | Programa Top 3                            | Knowing Bros                  | 2.º       | [ 13 ] |
| 2017 | 6.º Gaon Chart Music Awards       | Canción del año - noviembre               | «Sweet Dream»                 | Nominado  | [ 14 ] |
| 2017 | 53.º Baeksang Arts Awards         | Mejor programa de entretenimiento         | Knowing Bros                  | Nominado  | [ 15 ] |
| 2017 | 9.º Melon Music Awards            | Mejor canción rock                        | «Sweet Dream»                 | Ganador   | [ 16 ] |
| 2018 | 54.º Baeksang Arts Awards         | Mejor actuación de variedades (masculino) | Seo Jang-hoon                 | Ganador   | [ 17 ] |
| 2018 | 54.º Baeksang Arts Awards         | Mejor actuación de variedades (masculino) | Lee Sang-min                  | Nominado  | [ 18 ] |
| 2018 | 10.º Melon Music Awards           | Mejor canción rock                        | «Falling Blossoms»            | Ganador   | [ 19 ] |
| 2018 | 10.º Melon Music Awards           | Mejor canción trot                        | «Andenayon»                   | Nominado  | [ 20 ] |
| 2018 | 10.º Melon Music Awards           | Mejor canción trot                        | «I Kicked My Luck Off»        | Nominado  | [ 20 ] |
| 2019 | 23º Asian Television Awards       | Mejor programa de comedia                 | Knowing Bros                  | Ganador   | [ 21 ] |
| 2019 | 8.º Gaon Chart Music Awards       | Canción del año - febrero                 | «Falling Blossoms»            | Nominado  | [ 22 ] |
| 2020 | 56.º Baeksang Arts Awards         | Mejor actuación de variedades (masculino) | Kim Hee-chul                  | Nominado  | [ 23 ] |
| 2020 | 5.º Brand Customer Loyalty Awards | Mejor programa – Talk Variety             | Knowing Bros                  | Ganador   | [ 24 ] |